# Municipalità di Wattle Range
La municipalità di Wattle Range è una Local Government Area che si trova in Australia Meridionale. Essa si estende su una superficie di 3.923,5 chilometri quadrati e ha una popolazione di 12.554 abitanti. La sede del consiglio si trova a Millicent.